# Arcidava
Arcidava (Argidava, Arghidava) a fost o cetate dacă și castru roman pe drumul imperial de la Lederata spre Apulum, pe locul unde se găsește astăzi satul Vărădia, lângă Oravița, județul Caraș-Severin.

## Generalități
Localitatea a fost menționată de Ptolemeu  sub numele Argidava, iar în Tabula Peutingeriana  ca Arcidaba.
Arcidava a fost o așezare civilă (statio) lângă drumul roman Lederata – Tibiscum și s-a dezvoltat în jurul castrului roman în care se afla Cohors (cohorta) I Vindelicorum . Indentificată pe teren în comuna Vărădia, județul Caraș-Severin.
În timpul lui Iustinian (527-565), cetatea se mai numea și Recidiva.
Castrul roman Arcidava are dimensiunile de 214 / 132 m. În timpul săpăturilor, aici s-au descoperit 26 monede romane.